# Casa del Acróbata (Blois)
La Casa de los Acróbatas (en francés: Maison des Acrobates) es una antigua casa de Blois, en el centro de Francia. Construida en el siglo XV, está clasificada como monumento histórico desde 1922.
Se ubica frente a la catedral de San Luis y cerca de la casa de Denis Papin.

## Historia
Su construcción data de los años 1470, durante el reinado de Luis XI. En 1484, se llamaba "Casa de la Bolsa de Alumnos de Burgo Medio" ("Maison de la Bourse des Escholiers de Bourmoyen").
El edificio fue clasificado como monumento histórico el 22 de abril de 1922.
En venta desde 2012, la Casa del Acróbata fue comprada en 2017 por particulares.

## Arquitectura
Es una casa de entramado de madera que consta de planta baja, dos pisos con ménsulas y un ático.
La fachada tiene esculturas de madera de varios personajes disfrazados.
En el interior, la escalera de caracol sin luz natural es de madera. La planta baja tiene una chimenea de piedra con una pilastra.
El tejado es alargado y de pizarra.